# Каспрук, Сергей Фёдорович
Каспрук, Сергей Фёдорович (14 февраля 1957 — 7 февраля 2022) — донецкий кузнец. Автор современных копий пальмы Мерцалова в Донецке, Киеве и Москве.
Одиннадцатый ребёнок в семье.
12 сентября 1999 года в Донецке на площади возле выставочного центра «Экспо-Донбасс» была установлена точная копия пальмы Мерцалова. Создана донецким кузнецом Сергеем Фёдоровичем Каспруком при помощи сына Олега и других донецких кузнецов, который работал над пальмой в течение трёх с половиной месяцев. Копия Каспрука также цельная, без сварки и соединений. Так как не сохранилось описания технологии Мерцалова, то Каспрук разрабатывал свою. Заготовка из рельсы была осаждена и на месте листьев были надрублены заделы. Эти заделы нагревались и далее выковывались при помощи зубила и молотка. В процессе работы было выполнено около десяти тысяч нагреваний. Сергей Каспрук также изготавливал и следующие копии, которые были установлены в Киеве на территории торгового центра «Глобус» и Москве на Манежной площади.
Также в Донецком парке кованых фигур установлено несколько металлических скульптур работы Сергея Каспрука:
- «Водолей» на аллее знаков зодиака
- «Весь мир в корзине»
- «Самоделкин»
- «Розовое будущее»
- арка с алыми парусами на аллее арок[7]

Занимался восстановлением Святовасильевского, Никольского и Святоуспенского монастырей и строительством храма в Богородичном.
Директор ООО «Пролисок».
Придумал новый вид холодного оружия — «каспрук», в виде кованого листа пальмы острыми листками, загнутыми в одну сторону.
Первый лауреат премии «Пальма Мерцалова».
Умер 7 февраля 2022 года на 65 году жизни.

## Галерея

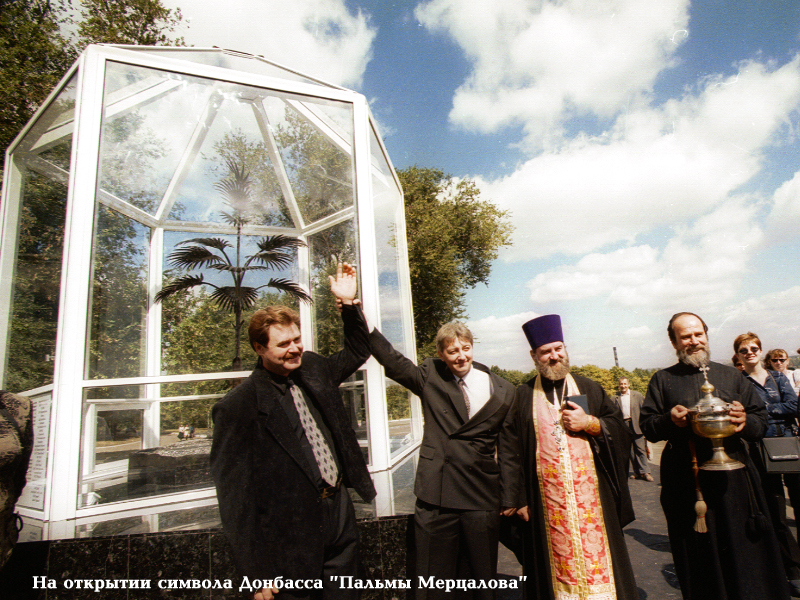
Открытие копии Пальмы Мерцалова в Донецке у «Экспо-Донбасса», 1999 год
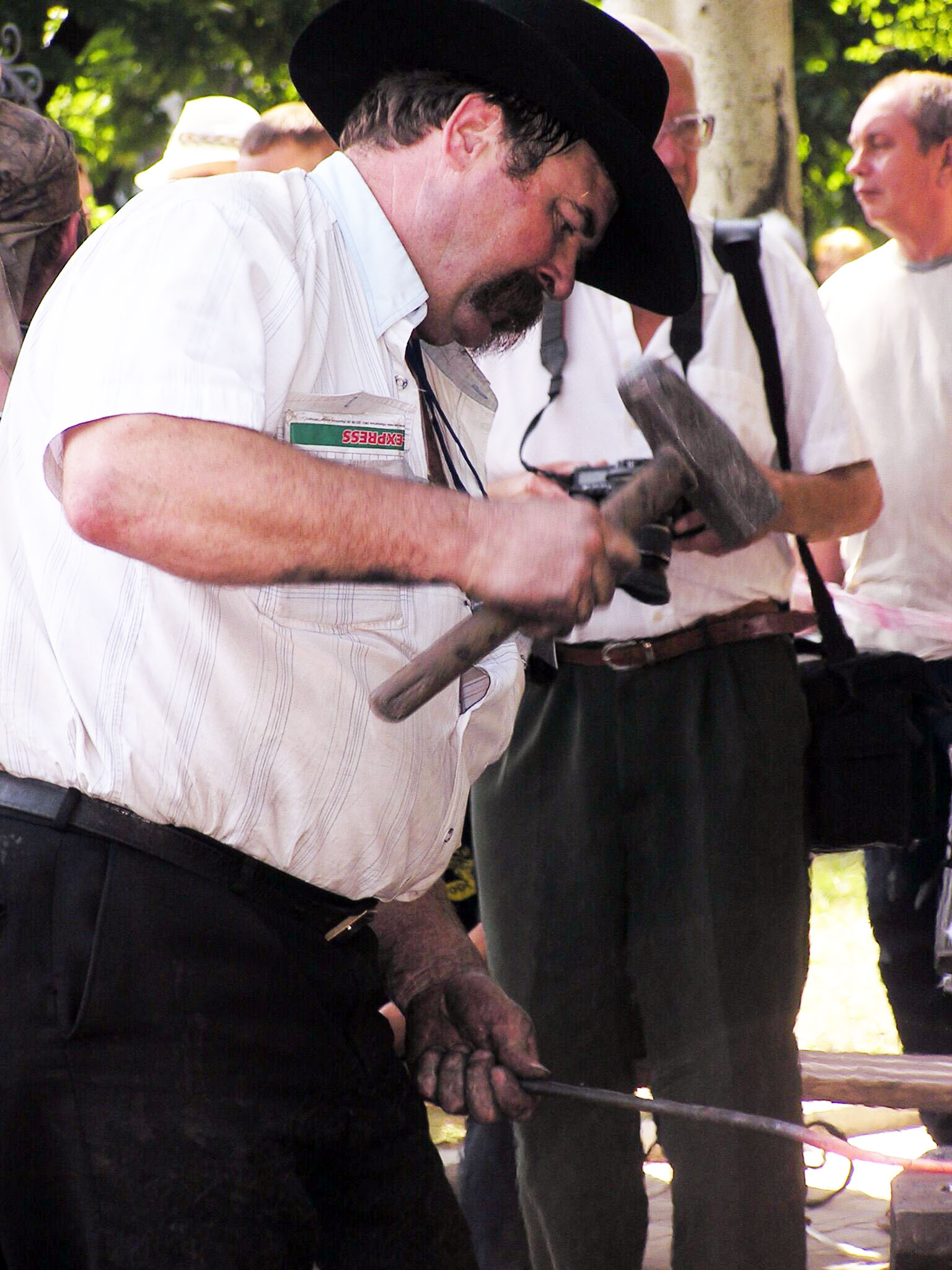
Сергей Каспрук в 2006 году на международном фестивале кузнечного мастерства в парке кованых фигур
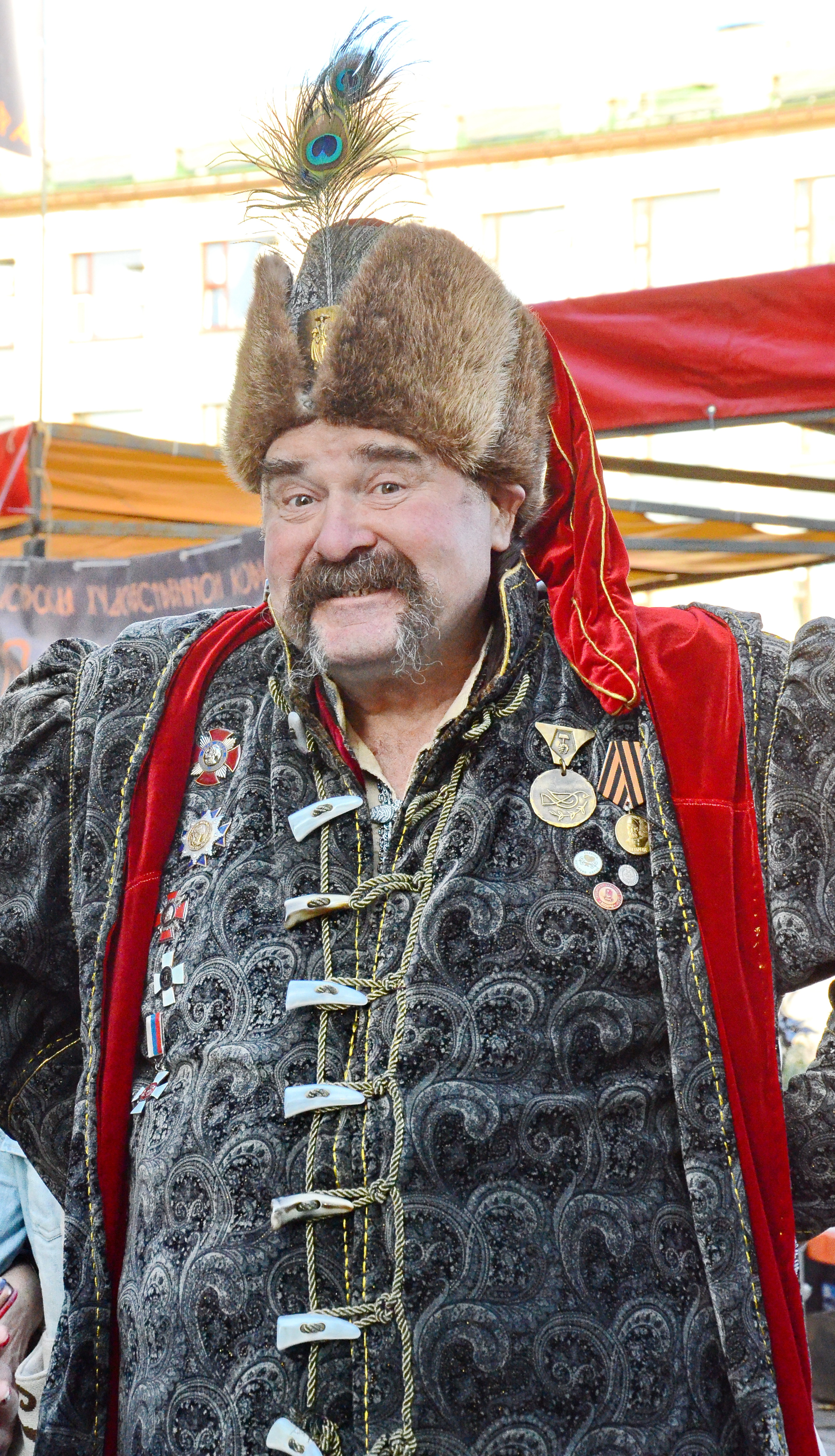
Сергей Каспрук на кузнечном фестивале в Донецке, 2020 год
«Самоделкин»